# 짱이와 깨모
짱이와 깨모는 KBS 1TV에서 방영된 TV 애니메이션이다.

## 방송 일시
| 방송 채널 | 방영일                   | 방송 시간 |
| --------- | ------------------------ | --------- |
| KBS 1TV   | 1997년 ~ 2000년 3월 16일 | 종료      |

## 목소리 출연
- 이선호 - 짱이
- 정미연 - 깨모
- 박영희 - 해설, 엄마, 고양이
- 배주영 - 깨미, 미미공주

## 제작진
- 기획: KBS, SBS
- 제작: 금강기획, 디지털 이메이션
- 저작권: 금강기획, 디지털 이메이션